# Aspartat-aminotransferasa
L'aspartat-aminotransferasa (AST) o aspartat-transaminasa, també coneguda com a enzim transaminasa depenent de l'aspAT/ASAT/AAT o (sèrum) transaminasa glutamicooxalacètica (GOT, SGOT), és una transaminasa que depèn del piridoxal fosfat (PLP) (EC 2.6.1.1) i va ser descrit per primer cop per Arthur Karmen i col·legues el 1954. L'AST catalitza la transferència reversible d'un grup α-amino entre l'aspartat i el glutamat i, com a tal, és un important enzim en el metabolisme dels aminoàcids. AST es troba al fetge, el cor, el múscul esquelètic, els ronyons, el cervell i els hematies. El nivell sèric d'AST, el nivell d'ALT (alanina-aminotransferasa) i la seva proporció (relació AST/ALT) es mesuren clínicament com a biomarcadors per a la salut del fetge. Les proves formen part de bioquímica habitual de l'anàlisi de sang.